# Pagode des Songyue-Tempels

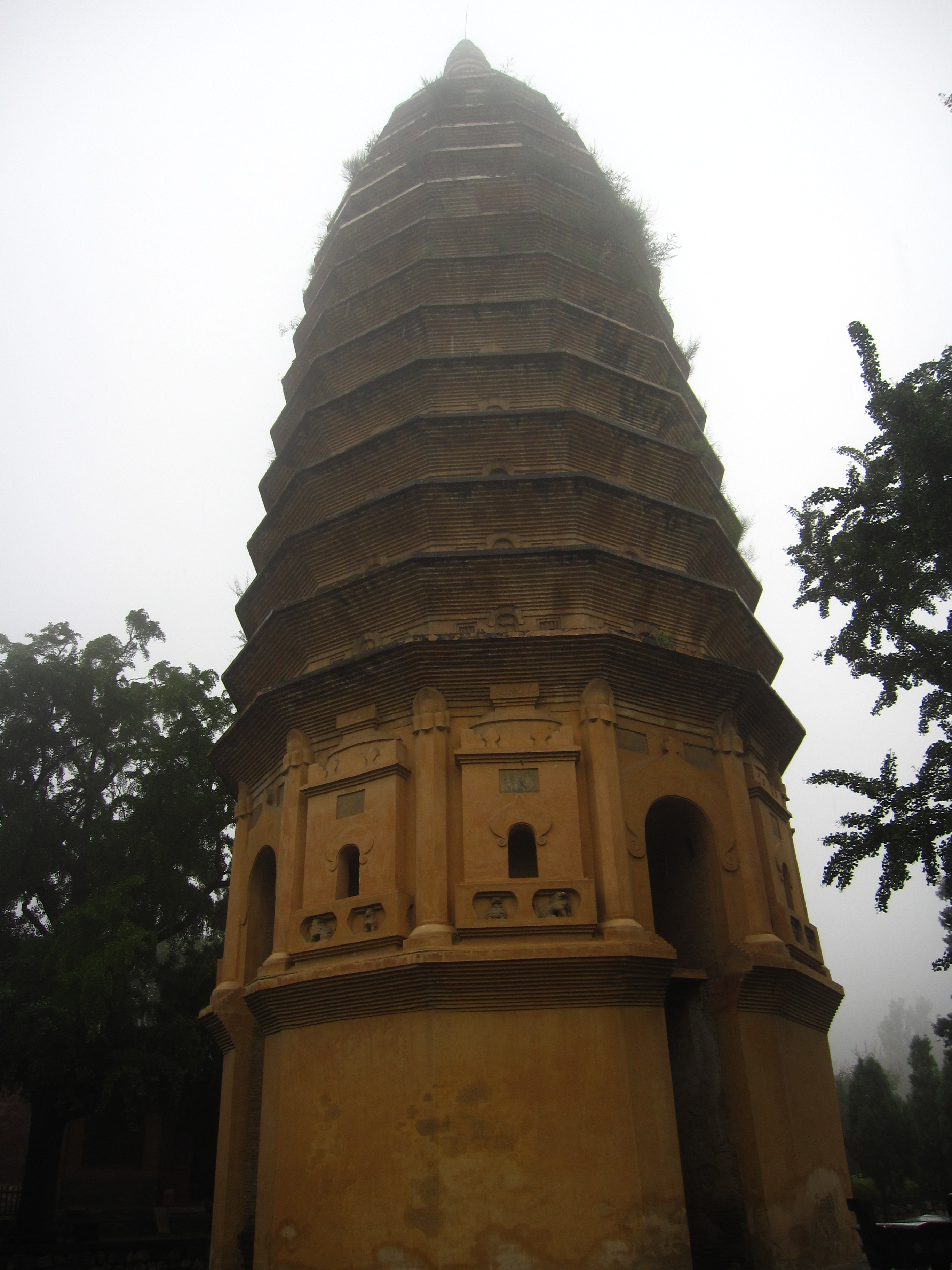
Pagode des Songyue-Tempels

Die Pagode des Songyue-Tempels (chinesisch 嵩岳寺塔, Pinyin Sōngyuè sì tǎ) ist eine buddhistische Pagode im Song Shan auf dem Gebiet der Stadt Dengfeng in der chinesischen Provinz Henan. Sie wurde 523 errichtet und stammt damit aus der Zeit der Nördlichen Wei-Dynastie. Es ist die früheste Miyan-Stil-Ziegelpagode (miyan shi zhuanta), bei dem zahlreiche Dachtraufen auf einem hohen Turmbau dicht aneinander geordnet sind. Die vierzig Meter hohe zwölfeckige Pagode ist mit fünfzehn Dachtraufen versehen.
Die Pagode des Songyue-Tempels steht seit 1961 auf der Liste der Denkmäler der Volksrepublik China (1-61). Seit 2010 ist das Observatorium als Teil der Monumente Dengfengs als UNESCO-Welterbe anerkannt.